# ツィラータール鉄道VT 3-8形気動車
この項目では、オーストリアの狭軌鉄道（軌間760 mm）であるツィラータール鉄道で使用されている車両のうち、1980年代以降導入が実施された気動車について解説する。

## 概要
1981年からムアタール鉄道へ導入が実施された軌間760 mm（ボスニア軌間）向けの気動車は同鉄道の近代化に大きく貢献し、同一軌間の他の鉄道にもこれを基にした車両が多数導入される事となった。その中で、同じく軌間760 mmのツィラータール鉄道へ向けて導入されたのがVT3 - 8である。これらの車両は主要機器・内装など基本的な諸元や構造は他の鉄道へ導入されたものと同様だが、運転台が片側のみに設置された片運転台車両であるのが特徴である。
最初の車両となるVT3・4は1984年に導入され、同時期に導入された制御車（VS3・4）や中間客車（B4 32-35、BD4 42）と編成を組んで使用された。だが、加速度に問題があった事から、1995年にVT5・6が増備され、制御車に代わり2両の動力車によって編成が組まれるようになった。更に1998年にもVT7・8が導入されている。これらの4両の増備車は製造企業がイェンバッハ工場に変更されている他、遮音パネルや窓の形状に変化が生じている。
2022年現在も動力車のVT 3 - 8は引き続きツィラータール鉄道で使用されており、バリアフリー向上の観点から低床客車と連結した編成を基本としている。また、2000年代以降は順次更新工事が実施されている。

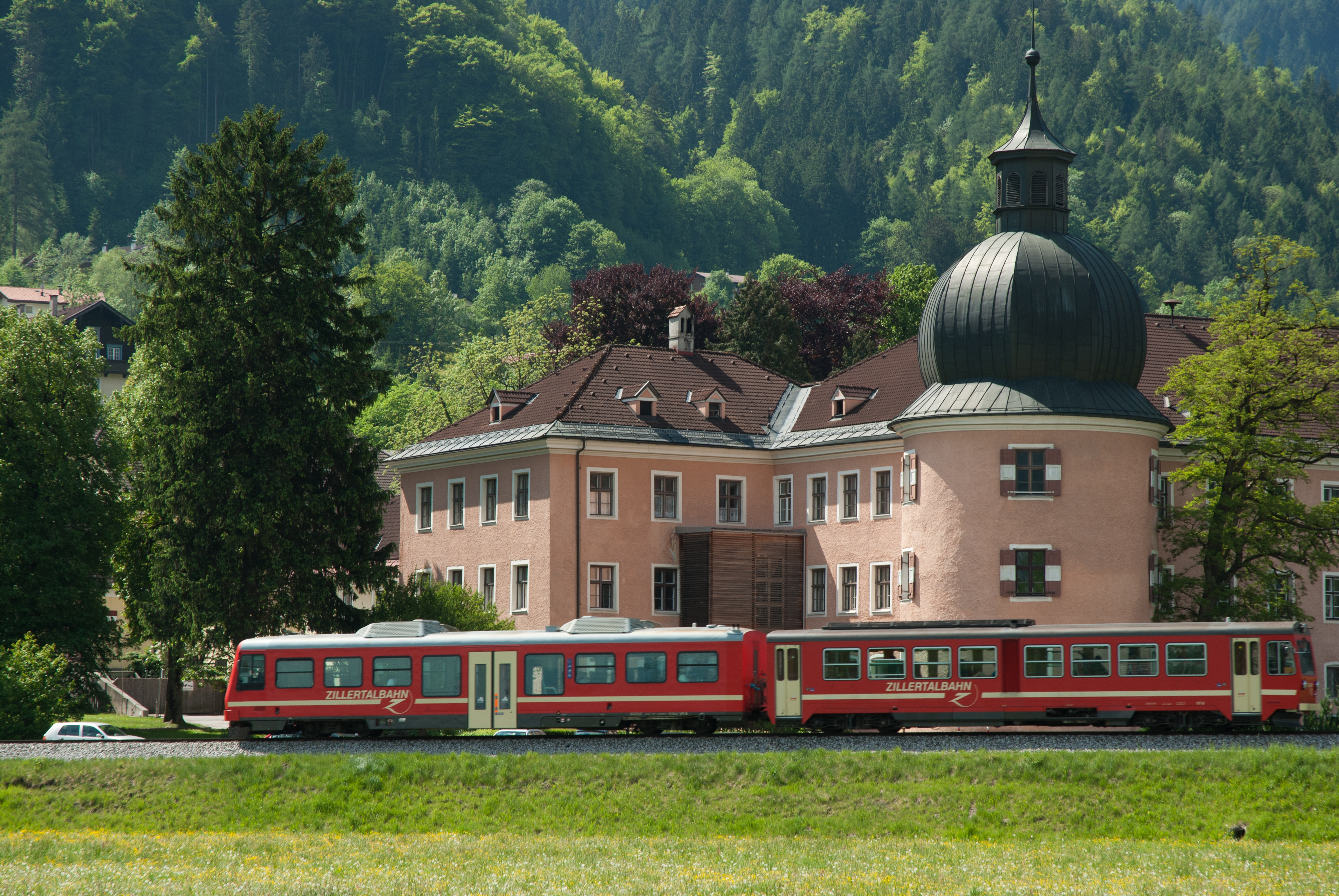
低床制御車と連結した2両編成（2012年撮影）
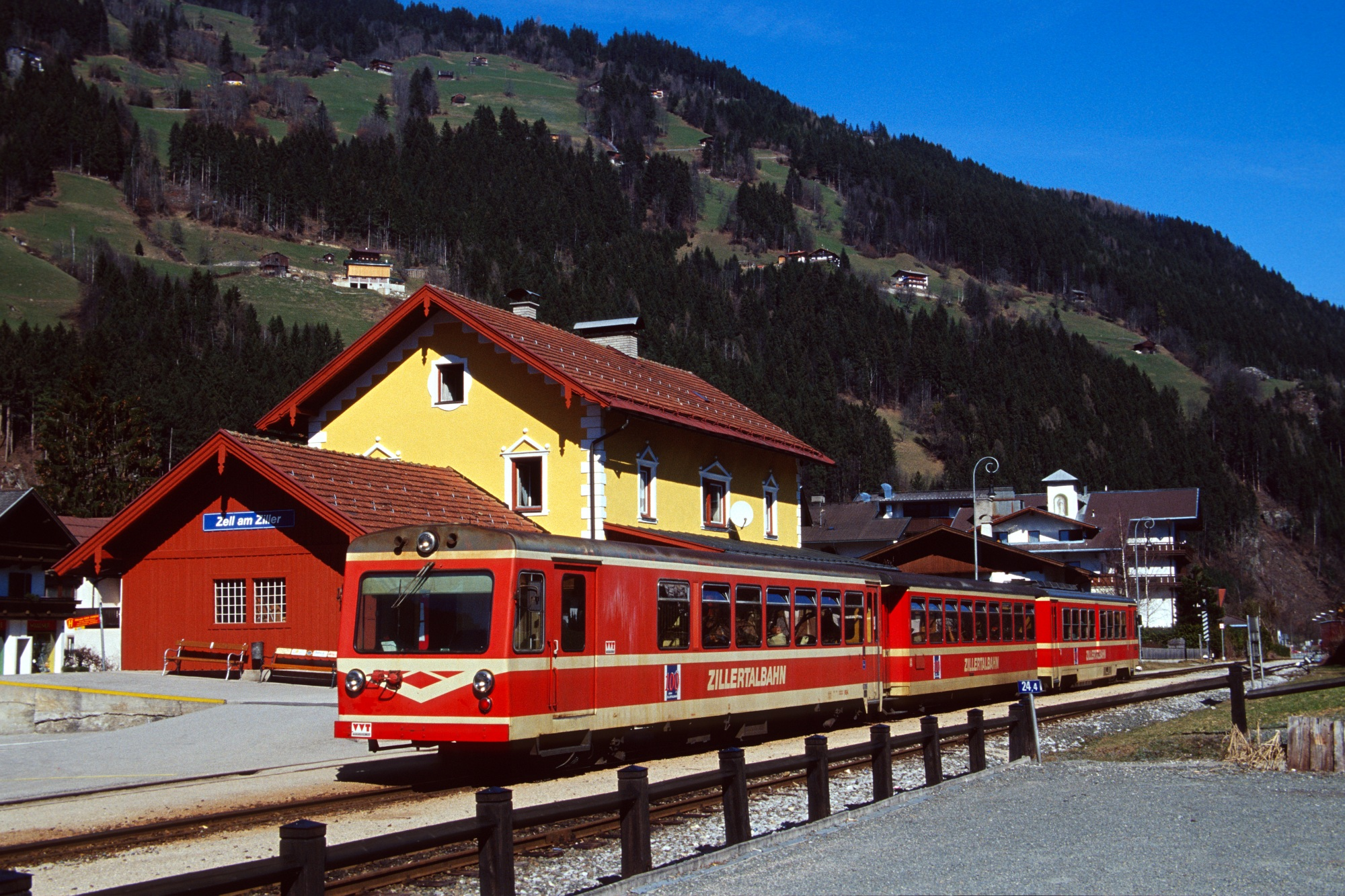
制御車を先頭にした3両編成（2002年撮影）
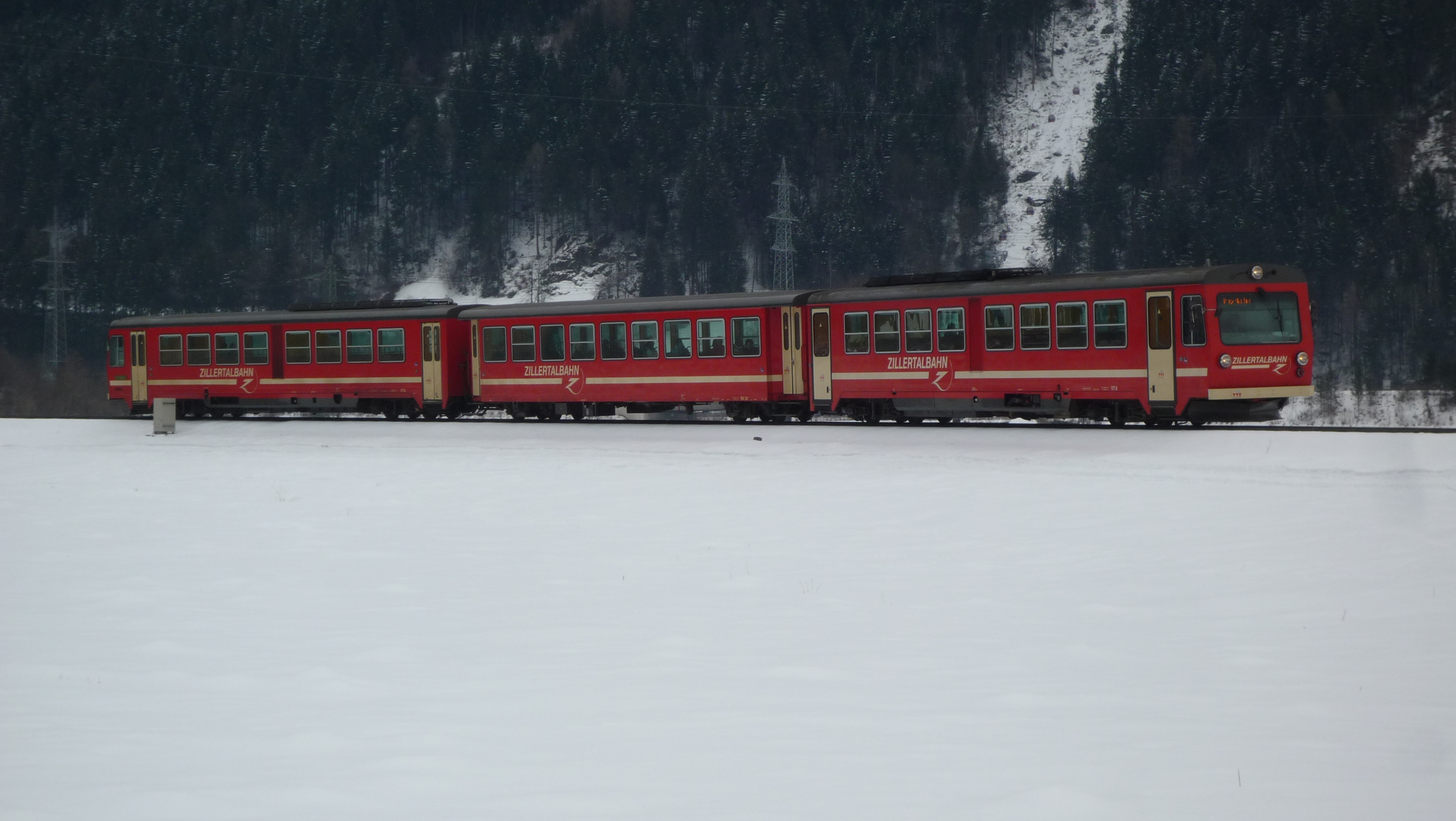
客車を挟んだ3両編成（2010年撮影）
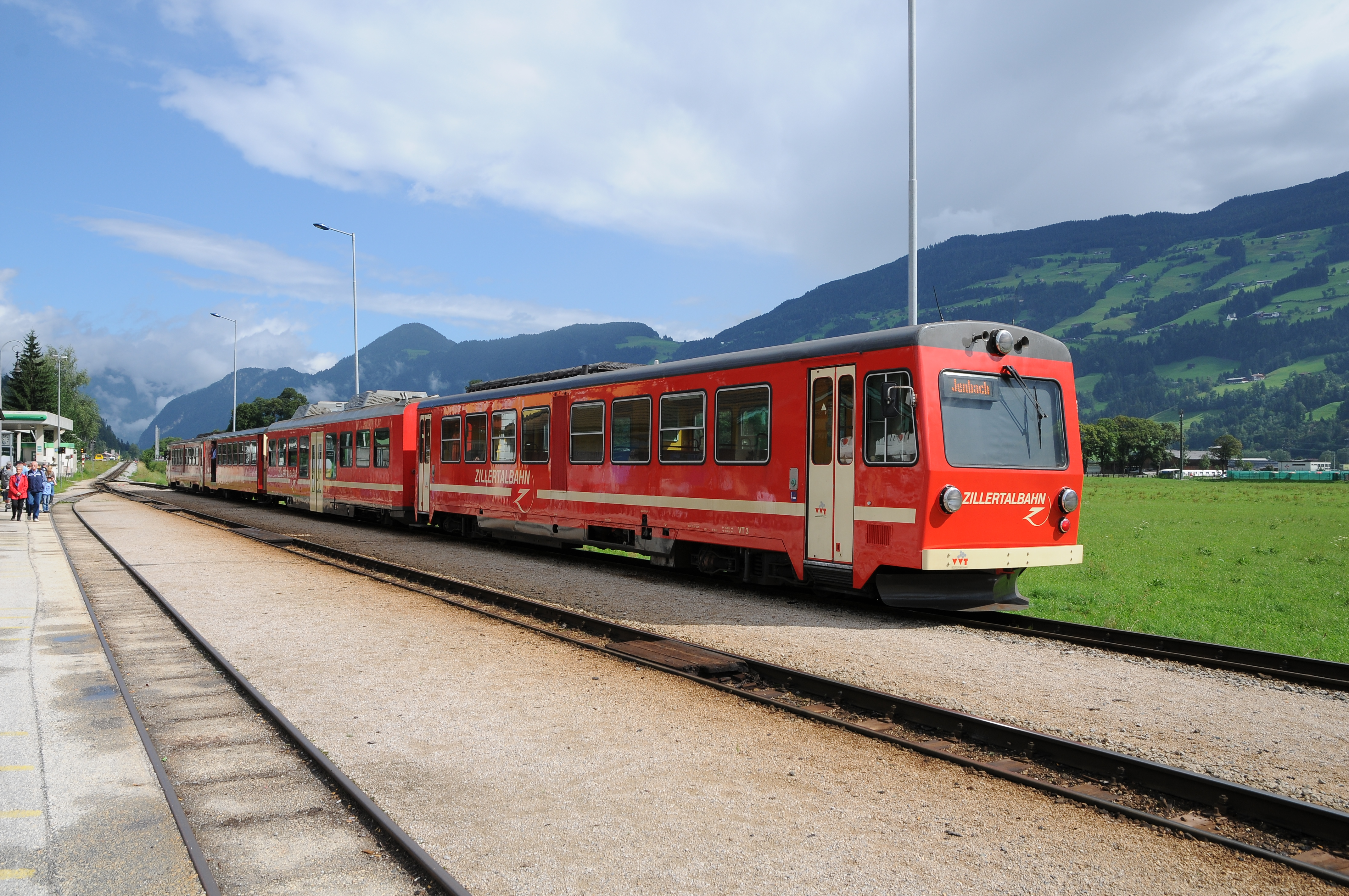
低床客車と客車を中間に挟んだ4両編成（2011年撮影）

## その他

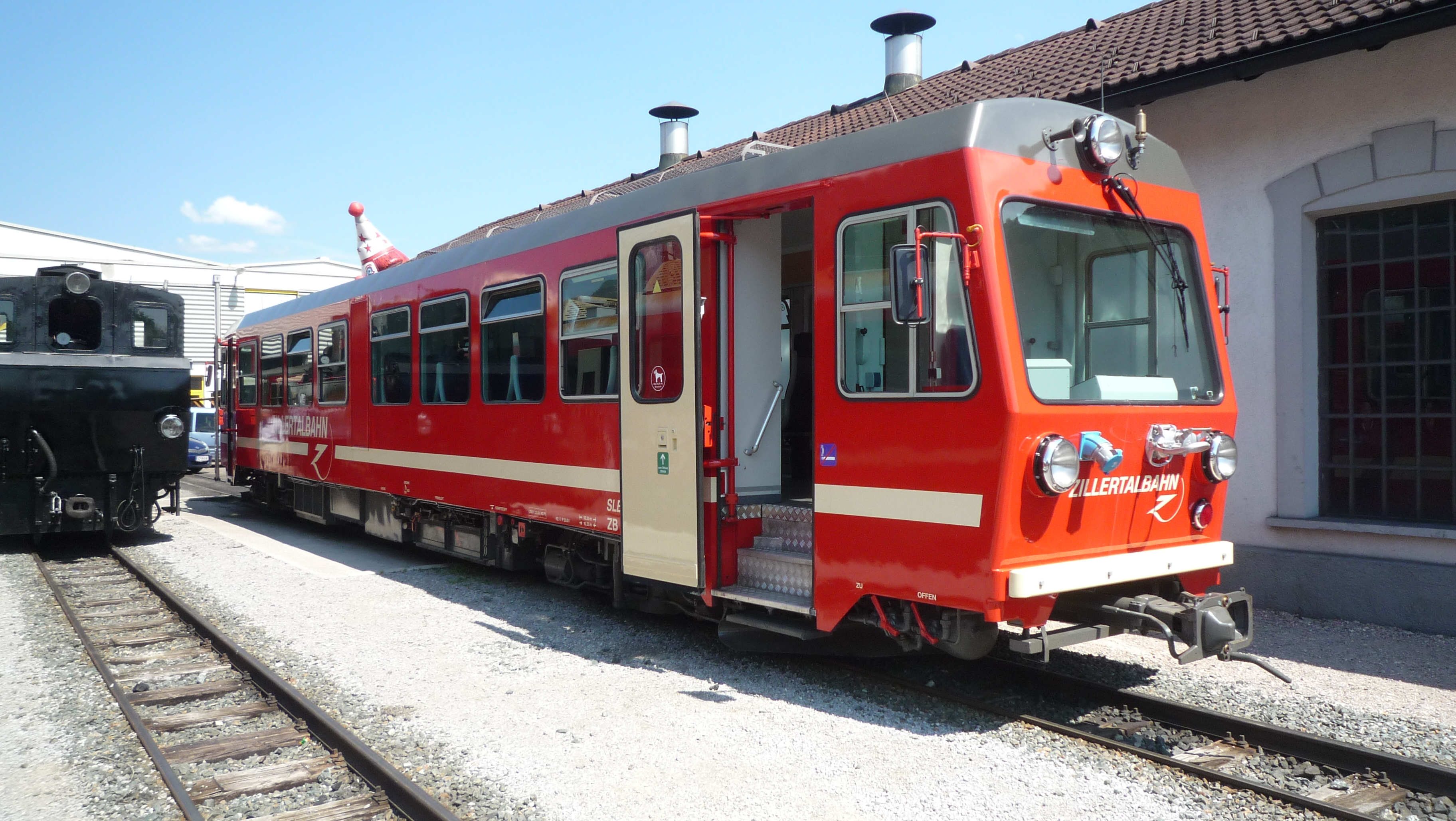
VT 1（2013年撮影）

ツィラータール鉄道には片運転台車両のVT3 - 8に加え、両運転台気動車のVT 1も在籍している。これは元々オーストリア連邦鉄道の5090形として製造されたピンツガウ地方線向け車両で、ザルツブルク公社（Salzburg AG）移管後は「VTs 11」という車両番号で使用されていたものを2012年にツィラータール鉄道が所有していた車両との相互貸与という形で取得した経歴を持つ。その後、2018年に正式な譲渡が行われている。

## 関連形式
- ツィラータール鉄道VT 3-8形の同型車両[1][8]

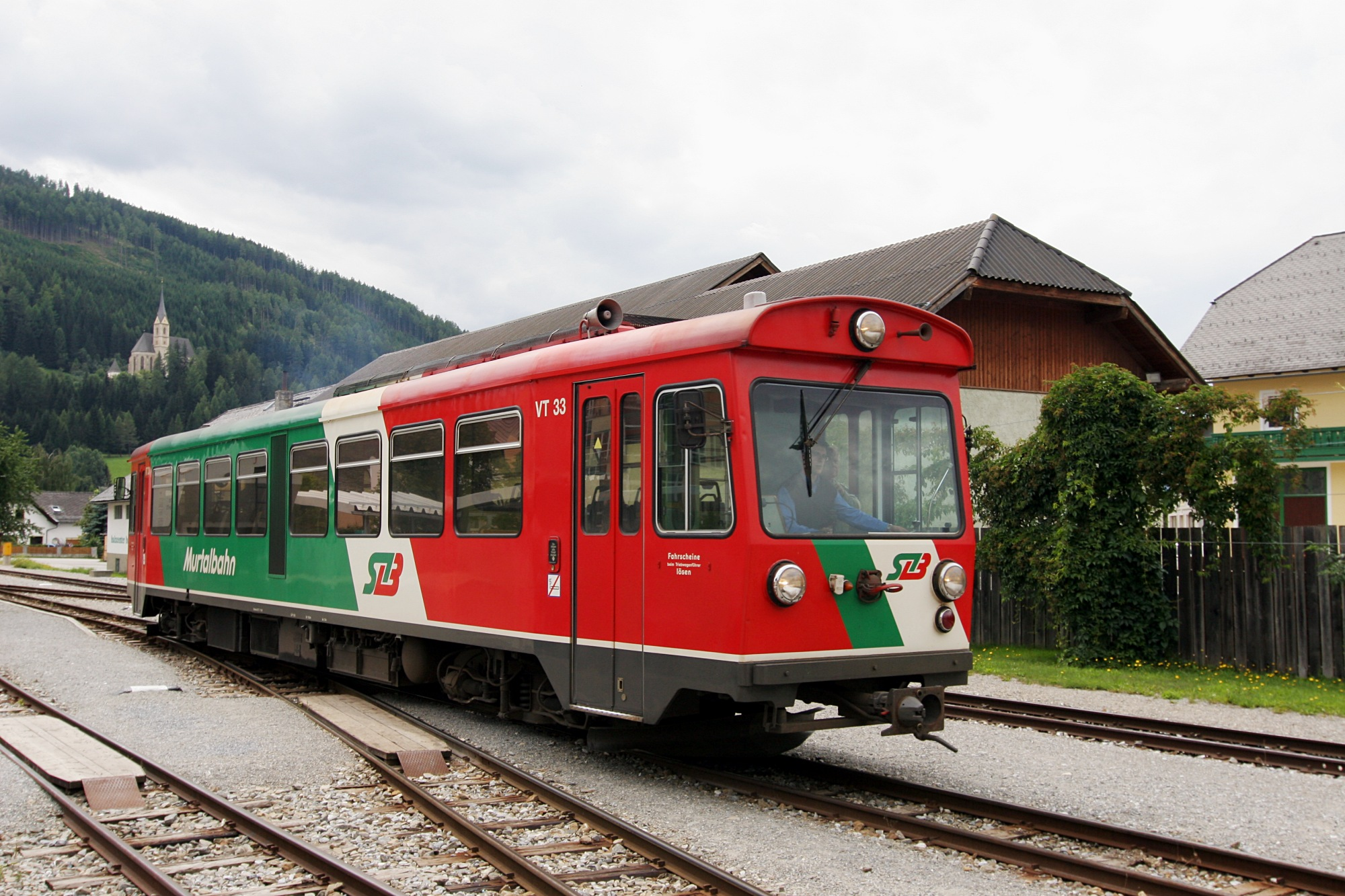
シュタイアーマルク州営鉄道VT 31-35形気動車
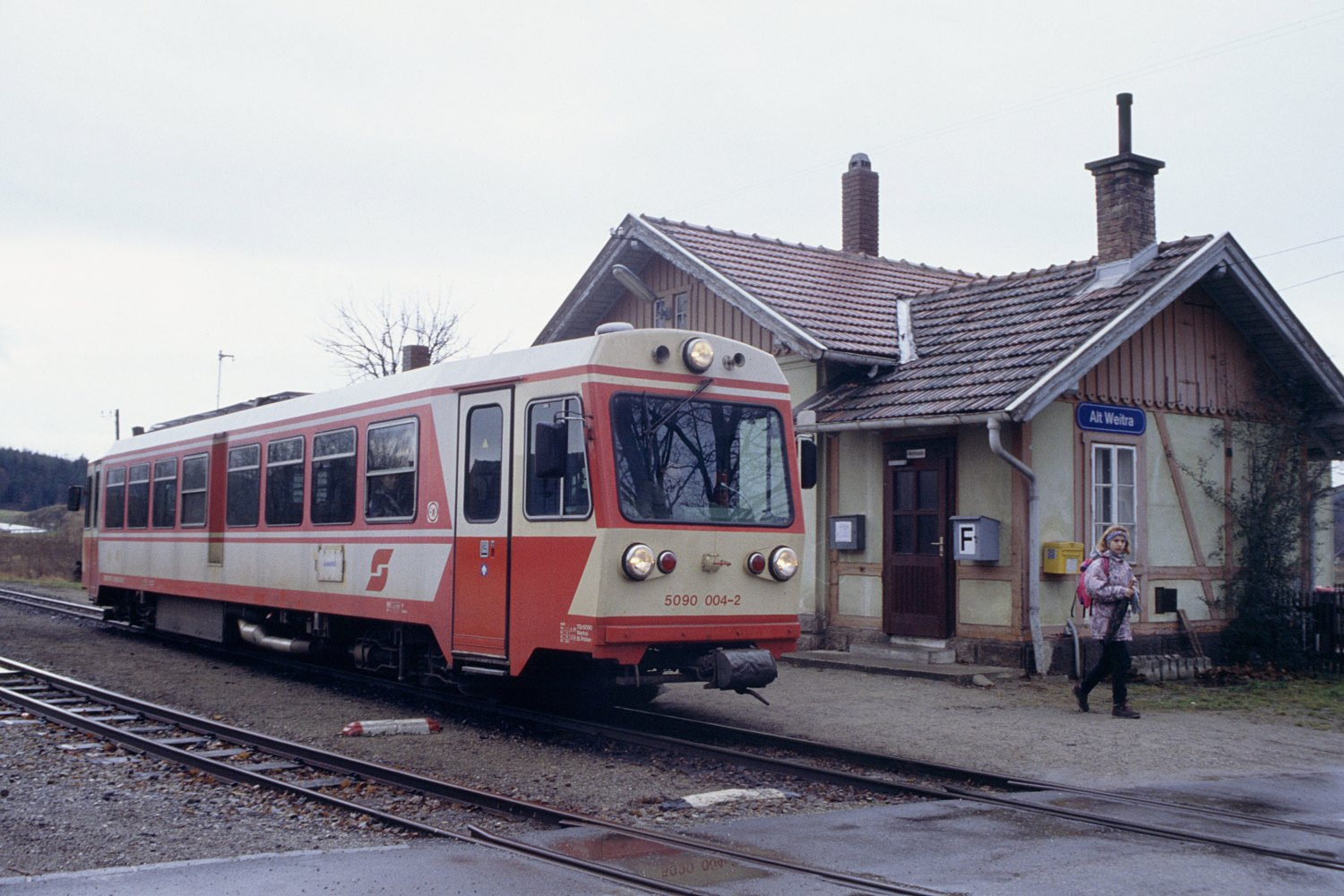
オーストリア連邦鉄道5090形気動車